# Disa clavicornis
Disa clavicornis är en orkidéart som beskrevs av Hans Peter Linder. Disa clavicornis ingår i släktet Disa och familjen orkidéer.
Artens utbredningsområde är Mpumalanga. Inga underarter finns listade i Catalogue of Life.